# Національна федерація фехтування України
Національна федерація фехтування України — широко відома під абревіатурою НФФУ, є керівним органом українського фехтування. Президент федерації — Михайло Ілляшев (засновник юридичної компанії Ілляшев та Партнери).

## Історія
Після прийняття Верховною Радою УРСР 24 серпня 1991 р. «Акту проголошення державної незалежності України» виникла правова підстава для звернення НОК України про його визнання на світовій арені.
Виконком МОК на засіданні у м. Куршель (Франція) 1–3 лютого 1992 р. ухвалив рішення про участь спортсменів України у складі Об'єднаної команди країн СНД та Грузії.
На Іграх XXV Олімпіади 1992 р. чотири українські фехтувальники вибороли  медалі: С. Голубицький став срібним призером у фехтуванні на рапірах, С. Кравчук — бронзовим призером у командних змаганнях на шпагах, Г. Погосов і В. Гутцайт — олімпійськими чемпіонами в командній першості у фехтуванні на шаблях.
24 вересня 1993 р. МОК остаточно визнав Національний олімпійський комітет України. У цьому самому році Федерація фехтування України увійшла до складу Міжнародної федерації фехтування.
У 1997—1999 рр. чемпіоном світу в особистих змаганнях став рапірист С. Голубицький. У 2003 р. чемпіонами світу стали шабліст В. Лукашенко і шпажистка Н. Конрад. У 2004 р. бронзовим призером Ігор XXVIII Олімпіади в Афінах став шабліст В. Третяк.
У 2008 р. чемпіонами Ігор XIX олімпіади у Пекіні стала команда шаблісток.
У 2009 р. чемпіонами світу також стала команда шаблісток.
У 2012 р. чемпіонкою Ігор XXX Олімпіади у Лондоні стала шпажистка Я. Шемякіна, бронзовою призеркою — шаблістка О. Харлан.
У 2013 р. чемпіонами світу стали шаблістка О. Харлан і команда шаблісток. 2015 р. чемпіонами світу стала команда шпажистів. 2016 р. на Іграх XXXI Олімпіади у Ріо-де-Жанейро срібні медалі виборола команда шаблісток, бронзову — шаблістка О. Харлан в особистих змаганнях.
На Чемпіонаті світу з фехтування 2019 року в Будапешті, Харлан перемогла з рахунком 15–14 проти росіянки Софії Великої у фіналі жіночої шаблі.
На літніх Олімпійських іграх 2020 року в Токіо Ігор Рейзлін здобув бронзову медаль в особистому катанні на шпагах серед чоловіків.

## ПісляРосійського вторгнення в Україну (з 2022)
Після російського вторгнення в Україну Федерація фехтування України неодноразово зверталася до колег-членів Міжнародної федерації фехтування з проханням проголосувати проти повернення російських та білоруських фехтувальників.

## Обов'язки організації
Діяльність спрямована на подальший розвиток фехтування шляхом залучення до занять широких кіл населення, підвищення рівня майстерності фехтувальників.
У практичній роботі багато уваги приділяється організації та проведенню загальноукраїнських змагань різного віку й рівня, а також забезпеченню участі національної збірної на міжнародних змаганнях.

## Керівництво
- Перший президент — Віктор Путятін (багаторазовий чемпіон світу, дворазового призера Олімпійських Ігор)[11].
- Другий президент — Міщенко Сергій Олександрович[12].
- Третій президент — Павло Гайдай.
- Четвертий президент — Гутцайт Вадим Маркович.
- П'ятий президент — Михайло Ілляшев[13].

Ольга Харлан — членкиня президії НФФУ.

## Спортивний Фільм (Олімпіада 2008)
«Танець із шаблями. Формула олімпійського золота».
Сюжет кінострічки розповідає, як мрія про олімпійське золото допомогла об'єднати українських тренерів і спортсменок в одну сім'ю і завоювати найціннішу нагороду. Золоті медалі Олімпіади в Пекіні (2008). На шляху до реалізації мети українська команда пройшла тисячі годин виснажливої підготовки та суворого режиму. Наставники розробляли особливі методики, яким би позаздрила найтехнологічніша збірна світу. А на кожну з дівчат очікувало індивідуальне випробування. І все це — на шляху до досягнення найвищої цілі.